# 거래 스탬프
거래 우표는 현대 우대 카드 이전의 우대 프로그램에 참여하는 판매자가 고객에게 제공하는 작은 종이 우표이다. 유사하게 발행되는 소매점 쿠폰과 마찬가지로 이 우표는 개별적으로 현금 가치가 몇백만(천분의 일 달러)에 불과했지만 고객이 여러 장 모으면 거래 우표 회사(보통 장난감, 개인 물품, 가정용품, 가구 및 가전제품과 같은 경품 의 경우 제3자 우표 발행자)이다.
"거래 스탬프"는 소비자들에게 제공되는 일종의 프로그램이나 혜택 중 하나이다. 일반적으로 이는 소매점이나 서비스 제공업체에서 사용되며, 소비자들에게 장기적으로 충성을 유지하고 매출을 증가시키기 위해 도입된다.
거래 스탬프 프로그램의 기본 아이디어는 일정 금액이나 횟수의 구매를 하면 스탬프를 받게 되고, 일정 수의 스탬프를 모으면 할인이나 특별 혜택을 받을 수 있다는 것이다. 이는 소비자들이 특정 가게나 브랜드에서 더 자주 구매를 하도록 유도하고, 동시에 그 가게나 브랜드에 대한 충성도를 높이는 효과를 가지고 있다.
예를 들어, 커피숍에서는 매 구매 시 컵에 스탬프를 찍어주고, 일정 수의 스탬프를 모으면 무료 음료 혹은 할인을 받을 수 있도록 하는 것이 일반적이다. 이는 고객이 같은 커피숍에서 계속해서 커피를 구매하도록 유도하며, 그로 인해 매출이 증가하고 고객 충성도가 높아지는 효과를 기대할 수 있다.
거래 스탬프 프로그램은 다양한 업종에서 활용되며, 디지털 형태로 모바일 앱이나 멤버십 프로그램을 통해 제공되기도 한다.

## 역사

### 기원
소매업자가 거래 인지를 발행하는 관행은 1891년 위스콘신 주 슈스터 백화점에서 시작되었다. 처음에는 신용카드 로 구매하지 않은 것에 대한 보상으로 현금으로 구매한 고객에게만 스탬프를 지급했다. 다른 소매업체들은 발행자의 매장에서 교환할 수 있는 거래 인지를 제공하는 관행을 곧 따라했다. 일례로 통조림과 함께 커피, 차, 향신료가 포함된 식품을 제조 및 유통하는 필라델피아와 피츠버그의 LH Parke Company 가 있다. 그들은 1895년에 펜실베니아와 뉴저지의 식료품점에서 Parke의 제품을 구매한 고객을 위해 Parke's Blue Point Trading Stamps라는 이름으로 거래 인지 프로그램을 설립했다. 프로그램은 성공적이었다. Parke는 필라델피아와 피츠버그에 있는 본사 건물에 고객이 프리미엄 제품을 검사하고 얻을 수 있는 쇼룸을 설립했다.

### 독립 거래 인지 회사

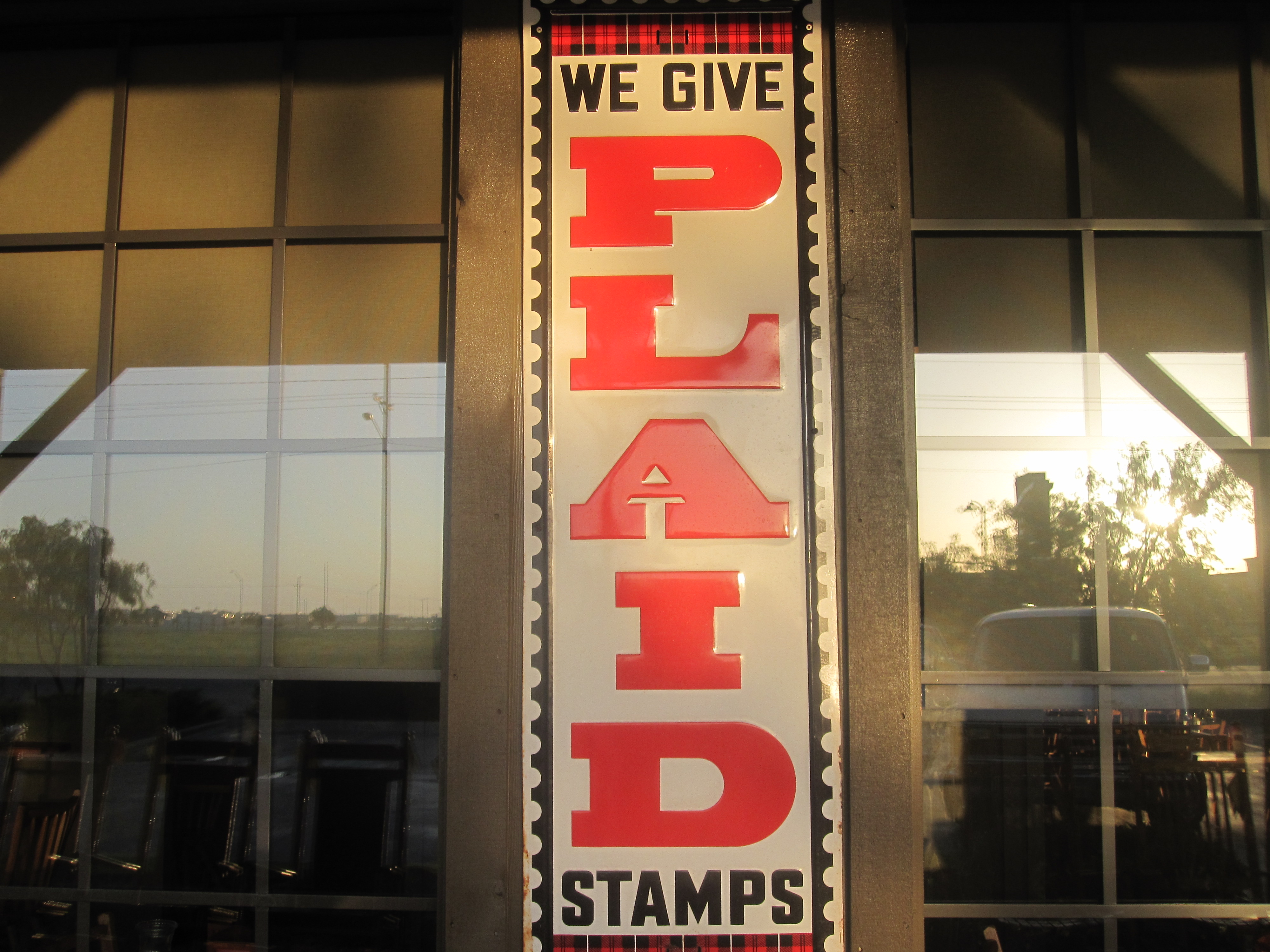
텍사스 주 러벅에 있는 Cracker Barrel 레스토랑의 Plaid Stamps 표지판

1896년에 Sperry and Hutchinson Company는 미국 에서 독립 무역 인지 회사로 설립되었다. 1957년에는 약 200개의 거래 인지 회사가 운영되었다. 일반적으로 상인은 우표에 대해 제3자 거래 인지 회사에 비용을 지불한 다음 구매 시 거래 인지를 제공한다고 광고한다. 대형 소매업체는 일반적으로 우표 할인을 받은 반면, 소규모 소매업체는 일반적으로 거래 우표 프로그램을 채택하는 데 드는 전체 비용을 지불해야 했다. 그 목적은 고객이 판매자에 대한 충성도를 갖게 하여 상품으로 교환할 수 있는 충분한 우표를 얻기 위해 계속해서 그곳에서 쇼핑을 하도록 하는 것이었다. 고객은 책에 우표를 가득 채우고, 책을 무역 우표회사 환매센터에 가져가면 프리미엄으로 교환할 수 있다. 우편 주문 카탈로그를 통해 프리미엄 상품과 교환하여 도서를 거래 인지 회사로 보낼 수도 있다. 거래 인지의 가치에 대한 예로는 1970년대와 1980년대에 상인이 발행한 일반적인 요율이 구매한 상품 10센트당 인지 1개였다. 일반적인 책 한 권을 채우는 데는 대략 1200개의 우표가 필요하며 이는 구매 금액으로 미화 120달러에 해당한다.
미국에서 가장 인기 있는 거래 우표 브랜드 중 하나는 비공식적으로 "그린 우표"로 알려진 S&H Green Stamps 였지만 다른 대형 브랜드에는 Top Value Stamps, Gold Bond Stamps, Plaid Stamps, Blue Chip Stamps, Quality Stamps, Buccaneer Stamps 가 포함되었다. 및 골드 스트라이크 스탬프 . 텍사스 골드 우표는 텍사스에서는 주로 HEB 식료품점 체인을 통해 제공되었고, 하와이에서는 마할로 우표가 제공되었다.
만화 출판사인 Marvel Comics 도 1970년대에 "Marvel Value Stamps"로 알려진 거래 인지 분야에 진출했다. 각 Value Stamp는 Marvel 캐릭터의 삽화( Spider-Man이 등장하는 첫 번째 작품)를 특징으로 하며 일반적으로 Marvel 타이틀의 문자 페이지에 등장했다(특정 타이틀, 주로 재인쇄, 결과적으로 Value Stamp를 제공하지 않음). 구매자는 우표를 잘라서 수집하도록 권장되었다(이 관행은 미래의 만화 수집가에게 짜증나는 일이었으며, 가치 우표용으로 잘라낸 경우 만화 가격이 하락했습니다). Marvel은 우편으로 우표책을 제공했다. 50센트; 어떤 사람이 책에 있는 100개의 우표를 모두 수집했다면(100번째 우표는 Galactus의 이미지가 담긴 Sub-Mariner #72에 등장할 때까지 미스터리로 유지되었습니다) 만화책 상점과 컨벤션에서 할인을 받을 수 있었다( 샌디에이고 코믹콘 포함). 단 한 명의 캐릭터만 등장하는 단일 우표 대신 직소 퍼즐과 유사한 "시리즈 B"로 알려진 일련의 우표가 출시되었다. 우표를 합치면 일반적으로 마블 스타(또는 어떤 경우에는 스탠 리 자신)의 전체 이미지가 생성된다. 이 개념은 2006년 Marvel Spotlight 의 우표 실행을 위해 부활했고, 2017년 Marvel Legacy 이니셔티브의 일환으로 다시 부활했다.

#### 성장과 쇠퇴
1910년대 초 체인 주유소의 확산과 1920년대 체인 슈퍼마켓 이라는 새로운 산업이 확산되면서 거래 인지의 사용이 증가했다. 판매자들은 현금만 사용하는 고객보다 모든 고객에게 혜택을 제공하는 것이 더 수익성이 높다는 것을 알았다. 거래 인지 사용에 관한 법적 문제는 미국 전역의 다양한 관할권에서 제기되었지만 종종 기각되었다. 일부 상인 그룹은 우표 거래를 싫어했으며 해당 지역에서 우표 거래를 금지하기 위해 적극적으로 노력했다. 제2차 세계대전 이후 슈퍼마켓에서 거래 인지를 발행하기 시작하면서 거래 인지의 사용이 확대되었다. 1957년에는 거의 250,000개의 소매점에서 거래 인지를 발행한 것으로 추산되었으며, 미국 가구의 거의 3분의 2가 거래 인지를 저장하고 있었다. 이 기간 동안 우표 거래 회사는 소비자가 우표를 소비재 로 교환할 수 있는 소매 센터를 1,400~1,600개 보유했다. 1960년대 초 S&H Green Stamps 회사는 미국 정부가 인쇄한 우표 수보다 연간 더 많은 우표를 인쇄했다고 자랑했다. 1968년에는 미국에서 9억 달러 이상의 우표가 판매된 것으로 보고되었다.
1970년대 초부터 거래 인지의 사용이 감소하기 시작했다. 발생한 에너지 위기 로 인해 휘발유 주유소에서는 우표 제공을 중단했으며 많은 슈퍼마켓에서는 우표 발행보다는 저렴한 가격을 광고하기 위해 더 많은 돈을 지출하기 시작했다.  1980년대에 거래 우표의 인기가 잠시 부활했지만 전반적인 사용은 계속해서 감소했다. 이들의 역할은 쿠폰, 신용 카드 회사가 제공하는 보상 프로그램 및 식료품 "우대 고객" 카드와 같은 기타 로열티 프로그램으로 대체되었다. 1990년대와 2000년대 초반까지 남아 있는 거래 인지 회사의 대다수는 운영을 중단하거나 온라인 형식으로 전환했다. 2008년에는 미국에서 마지막으로 운영되던 거래 인지 회사인 Eagle Stamps가 문을 닫았다.

## 국제 무역 우표

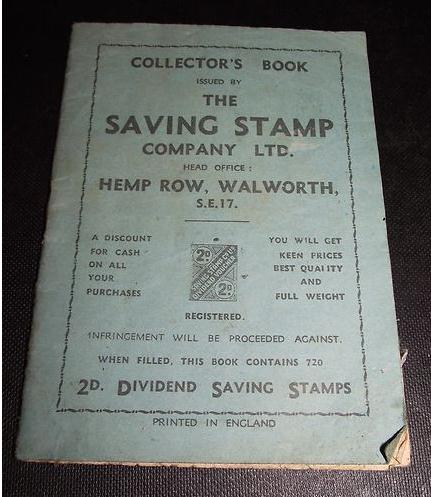
20세기 중반 영국의 무역 우표 수집 도서이다.

### 캐나다
거래 인지의 사용은 1900년경 캐나다에서 시작되었지만 1905년 캐나다 정부에 의해 사용이 금지되었다. 1959년에 식료품 체인인 Loblaws는 Lucky Green Stamps 프로그램을 도입했고 위니펙의 IGA 식료품점 에서는 거래 스탬프 프로그램을 시작했다. 법적 문제에 직면했지만 이러한 경우에 거래 인지를 사용하는 것은 캐나다 형법의 거래 인지 정의를 충족하지 않았기 때문에 합법적인 것으로 유지되었다. 거래 인지에 대한 형법 조항은 2018년 제42차 캐나다 의회 에서 Bill C-51 에 의해 폐기된 조항과 함께 삭제되었습니다

### 영국
1960년대에는 거래 우표의 사용이 영국으로 확산되었다. 기업가 Richard Tompkins는 영국 에서 Green Shield Stamps를 설립했다. Green Shield Stamps는 유사한 모델을 기반으로 했지만 S&H Green Stamps와는 독립적이었지만 유사한 상표를 가지고 있었다. Tompkins의 회사는 주유소, 소규모 소매점에 우표를 판매하기 시작했으며 1963년에 Tesco 슈퍼마켓 체인을 Green Shield Stamp 프랜차이즈에 등록했습니다 S&H Company는 영국에서도 우표를 제공하기 시작했지만 색상이 분홍색으로 변경되었다. 1965년 영국 협동조합 운동은 소비자 조합원에게 후원 배당금을 할당하는 새로운 수단으로 거래 인지를 제공했다.

### 홍콩
홍콩에서의 거래 스탬프 프로그램은 다양한 업종에서 적용되고 있으며, 일반적으로 소비자들에게 혜택을 주어 매출을 증가시키고 고객 충성도를 높이는 데 사용된다. 아래는 홍콩에서의 거래 스탬프 프로그램의 특징 중 일부입니다:
- 음식 서비스 업종: 홍콩의 다양한 음식점, 카페, 베이커리 등에서 거래 스탬프 프로그램이 적용되고 있다. 소비자가 특정 금액 이상이나 일정 횟수의 구매를 할 때마다 스탬프를 적립하고, 일정 수의 스탬프를 모으면 할인이나 무료 음료 등의 혜택을 받을 수 있다.
- 소매점 및 쇼핑몰: 홍콩의 소매 업종에서도 거래 스탬프 프로그램이 흔하게 적용되고 있다. 의류점, 화장품 매장, 서적점 등에서 고객들은 구매 시 스탬프를 받아 할인 쿠폰이나 특별 혜택을 누릴 수 있다.
- 커피숍 및 음료점: 홍콩의 번화한 도시 환경에서는 다양한 커피숍이 존재하며, 이들 중 많은 곳에서 거래 스탬프 프로그램을 운영하고 있다. 소비자들은 일정 수의 음료를 구매할 때마다 스탬프를 받아 무료 음료 혹은 할인을 받을 수 있다.
- 디지털 프로그램: 홍콩의 일부 업체에서는 전자적인 형태로 거래 스탬프를 관리하는 디지털 앱을 도입하고 있다. 이를 통해 스마트폰을 이용하여 스탬프를 적립하고 혜택을 받을 수 있다.
- 회원제 및 멤버십 혜택: 일부 거래 스탬프 프로그램은 회원제나 멤버십 프로그램과 결합되어 있어, 회원들에게 더 많은 특별 혜택을 제공하고자 한다.

이러한 거래 스탬프 프로그램은 홍콩의 소비문화에 적응하면서 소매업체들이 경쟁에서 두각을 나타내는 데 기여하고 있다.

### 대한민국
한국에서의 거래 스탬프 프로그램은 다양한 업종에서 소비자들에게 제공되고 있으며, 일반적으로는 소비자들의 충성도를 유지하고 매출을 증진시키기 위해 도입되고 있다. 아래는 한국에서의 거래 스탬프 프로그램의 특징 중 일부입니다:
1. 커피숍 및 카페: 한국에서는 다양한 커피숍과 카페에서 거래 스탬프 프로그램을 운영하고 있다. 일정 횟수의 음료 구매 시 스탬프를 적립하고, 일정 수의 스탬프를 모으면 무료 음료나 할인 혜택을 받을 수 있도록 구성되어 있다.
2. 식당 및 음식 배달 서비스: 음식점에서는 소비자들이 일정 금액 이상의 주문을 할 때마다 스탬프를 적립하고, 특정 수의 스탬프를 모으면 할인이나 추가 혜택을 부여하는 프로그램을 운영하고 있다.
3. 소매점 및 유통업체: 의류점, 화장품 매장, 서점 등 다양한 소매 업체에서도 거래 스탬프 프로그램을 제공하고 있다. 고객들은 상품 구매 시 스탬프를 적립하여 일정 수의 스탬프를 모으면 할인 혜택을 받을 수 있다.
4. 디지털 프로그램 및 앱 활용: 몇몇 업체는 전자적인 형태로 거래 스탬프를 관리하는 디지털 앱을 도입하고 있다. 이를 통해 소비자들은 스마트폰을 이용하여 스탬프를 적립하고 혜택을 받을 수 있다.
5. 회원제 및 멤버십 혜택: 일부 거래 스탬프 프로그램은 회원제나 멤버십 프로그램과 결합되어 있어, 회원들에게 더 많은 특별 혜택을 제공한다.

거래 스탬프 프로그램은 한국의 소비문화에 적응하면서 소매업체들이 경쟁에서 차별화를 나타내고 소비자들과의 유대감을 증진시키는 데 기여하고 있다.

## 참고사항
- Big Bear Stores - "Buckeye Stamps"라는 자체 거래 인지 프로그램을 갖춘 슈퍼마켓 체인이다.
- Blue Chip Stamps - 거래 우표를 생산하는 미국 회사이다.
- Carlson Companies - 원래 Gold Bond Stamp Company, Gold Bond Trading Stamps 발행인.
- Green Shield 우표 - 영국에서 발행된 최초의 거래 우표이다.
- S&amp;H Green Stamps - 거래 우표를 생산하는 미국 회사이다.
- Thomas Sperry - S&H Green Stamps의 공동 창립자.
- Two Guys - 자체 거래 우표 프로그램을 발행한 상점 체인이다.
- 연방거래위원회(Federal Trade Commission) v. Sperry &amp; Hutchinson Trading Stamp Co.
- Canadian Tire 화폐 - 우표 대신 전표를 사용하는 캐나다의 Canadian Tire 매장과 유사한 시스템이다.

## 참고자료 및 출처
참고자료
1. 1 2 3 4 5  Morrell, Alan (2015년 7월 31일). “Whatever Happened To ... trading stamps?”. 《Rochester Democrat and Chronicle》. 2015년 12월 27일에 확인함.
2. 1 2 3 4  Lonto, Jeff R. (2000). “THE TRADING STAMP STORY (or: When Trading Stamps Stuck)”. 《studioz7》. 2015년 12월 27일에 확인함.
3. 1 2 3 4  Clapp, Newell A. (1962). “Trading Stamps” (PDF). 《Ohio State Law Journal》 23 (1 (1962)): 35–55. 2015년 12월 27일에 확인함.
4. ↑  《Parke's Blue Point Trading Stamps》. AN IRWIN FAMILY HISTORY BOOKS.
5. ↑  《Marketing Communications》 (영어) 50 12판. 1905년 3월 22일. 30–31쪽.
6. 1 2 3 4  Moore, Sam (2012년 8월 2일). “Trading stamps were more than currency for some - Farm and Dairy”. 《Farm and Dairy》 (미국 영어). 2015년 12월 27일에 확인함.
7. 1 2 3  Mastrangelo, Joseph P. (1980년 1월 22일). “Green Stampede: The Redeeming History of Trading Stamps”. 《The Washington Post》 (미국 영어). ISSN 0190-8286. 2015년 12월 27일에 확인함.
8. ↑  Young, William H.; Young, Nancy K. (2004년 1월 1일). 《The 1950s》 (영어). Greenwood Publishing Group. 56쪽. ISBN 9780313323935.
9. ↑  Tuck, Matt (2019년 5월 8일). “Hulk 181: Stamp or No Stamp?”. 《GoCollect》 (미국 영어). 2023년 2월 24일에 확인함.
10. ↑  “Marvel Values Stamps Index”. 《Marvel Value Stamps - The Unofficial Index》. 2018년 9월 8일. 2023년 2월 24일에 확인함.
11. ↑  “Dig These 13 Sensational MARVEL VALUE STAMPS”. 《13th Dimension, Comics, Creators, Culture》 (미국 영어). 2023년 2월 18일. 2023년 2월 24일에 확인함.
12. ↑  Trex, Ethan (2011년 1월 11일). “Why Are Coupons Worth 1/100th of a Cent?”. 《Mental Floss》. 2015년 12월 27일에 확인함.
13. ↑  Callan Jr., Phillip J.; Jacobs, Norman I. (1963년 4월 1일). “Trading Stamps and the Law”. 《Boston College Law Review》 4 (3). 2015년 12월 27일에 확인함.
14. ↑  《The Dry Goods Reporter》 (영어) 46. B.F. Jacobs. 1915년 7월 3일. 59쪽.
15. ↑  Lonto 2004c.
16. ↑  Jolley, Harmon (2005년 10월 30일). “Remembering Trading Stamps - Chattanoogan.com”. 《www.chattanoogan.com》. 2015년 12월 28일에 확인함.
17. ↑  Pounds, Marcia H. (1985년 8월 19일). “Redeemed Retailers Glad They're Sticking With Trading Stamps”. 《tribunedigital-sunsentinel》. 2016년 1월 5일에 원본 문서에서 보존된 문서. 2015년 12월 27일에 확인함.
18. ↑  York, Ann E. Laforge; Ann E. Laforge Writes On Business From New (1987년 8월 16일). “WHAT'S NEW IN TRADING STAMPS”. 《The New York Times》. ISSN 0362-4331. 2015년 12월 27일에 확인함.
19. ↑  Schlueter, Roger (2015년 2월 10일). “Answer Man: Inflation licked trading stamp business”. 《Bellville News - Democrat》. 2015년 12월 28일에 확인함.
20. ↑  BEYETTE, BEVERLY (1993년 8월 19일). “The Chips May Be Down, but Don't Count 'Em Out”. 《Los Angeles Times》 (미국 영어). ISSN 0458-3035. 2015년 12월 28일에 확인함.
21. ↑  “Trading stamps”. 《Business in United States of America》. 2016년 1월 5일에 원본 문서에서 보존된 문서. 2015년 12월 28일에 확인함.
22. ↑  “Postal History Corner”. 2015년 12월 28일에 확인함.
23. ↑  Harris, Kathleen (2017년 6월 6일). “An unconscious person can't consent to sex, Liberals confirm in Criminal Code cleanup”. CBC News. 2018년 12월 14일에 확인함.
24. ↑  Richard Davenport-Hines (2004). “Tompkins, (Granville) Richard Francis (1918–1992)”. Oxford Dictionary of National Biography, Oxford University Press. 2008년 6월 19일에 확인함.
25. ↑  Buttle, Francis; Maklan, Stan (2015년 2월 11일). 《Customer Relationship Management: Concepts and Technologies》 (영어). Routledge. ISBN 9781317654766.
26. ↑  Geoffrey Owen (February 2003). “Corporate Strategy in UK Food Retailing, 1980-2002” (PDF). 2004년 7월 21일에 원본 문서 (PDF)에서 보존된 문서. 2008년 6월 19일에 확인함. Tesco...signed up with Sperry & Hutchinson, issuer of Green Shield stamps, in 1963 and became one of that company’s largest clients.
27. ↑  “Our history: 1951–2000”. The Co-operative Group. 2008년 4월 30일에 원본 문서에서 보존된 문서. 2008년 6월 19일에 확인함. 1965 Dividend Stamps introduced as an alternative to the traditional methods of paying the 'divi', and as a response to the adoption of trading stamps by other food retailers; individual societies operated their own stamp schemes. CWS launched the national Dividend Stamp scheme in 1969.

출처